# 小梅けいと
小梅 けいと（こうめ けいと、12月22日 - ）は、日本の漫画家、イラストレーター。男性。山口県出身・東京都在住。京都大学大学院工学研究科中退。
2000年に『快楽天・星組』（ワニマガジン社）掲載の『猫遊戯』でデビュー。2019年から『ComicWalker』において、ベラルーシのノーベル文学賞作家スヴェトラーナ・アレクシエーヴィッチの代表作を原作とした『戦争は女の顔をしていない』を連載中。

## 来歴
1993年、京都大学入学。在学中は漫画研究部に在籍。2000年に『猫遊戯』（快楽天・星組）でデビュー。
主に成人向け漫画にて執筆。一般向け雑誌では、メディアミックス展開における漫画化作品の作画を担当している。
同人作家としても活動しており、同人サークル『あねこの手帖』を主宰しており、K.TEN名義でゲームのキャラクターデザインなども行っている。

## 作品リスト

### 漫画

#### 一般向け作品
- 『腐り姫』 アスキー・メディアワークス（『月刊コミック電撃大王』2002年1月号 - 2月号） - 『腐り姫読本』（メディアワークス）に収録。
- 『カンブリアンQTS』 アスキー・メディアワークス（『月刊コミック電撃大王』2003年12月号 - 2004年2月号）
- 『うた∽かた』 アスキー・メディアワークス〈電撃コミックス〉全1巻（『月刊コミック電撃大王』2004年10月号 - 2005年4月号）
  1. 2005年5月27日発売[5]、ISBN 4-8402-3074-9
- 『くじびき♥アンバランス』 講談社〈アフタヌーンKC〉全2巻（『月刊アフタヌーン』2006年11月号 - 2008年2月号）
- 『狼と香辛料』 アスキー・メディアワークス〈電撃コミックス〉全16巻（『電撃「マ）王』2007年11月号 - 2018年2月号）
- 『ビビッドレッド・オペレーション』 アスキー・メディアワークス〈電撃コミックス〉全2巻（『電撃G's magazine』2013年5月号 - 2014年4月号）[注 1]
- 『戦争は女の顔をしていない』 KADOKAWA、既刊5巻（『ComicWalker』2019年 - 連載中）

アンソロジー
- 『狼と香辛料 電撃コミックアンソロジー』 2009年9月26日発売[6]、アスキー・メディアワークス〈電撃コミックスEX〉、ISBN 978-4-04-868035-6
- 『ガールフレンド（仮）電撃コミックアンソロジー』 2015年2月27日発売[7]、KADOKAWA〈電撃コミックスEX〉、ISBN 978-4-04-869231-1

#### 成人向け作品
- 『花粉少女注意報!』[8] 2006年10月27日発売、ワニマガジン社〈ワニマガジンコミックススペシャル〉、ISBN 4-86269-001-7 - OVA化している。
- 『花粉少女2!』[9] 2009年12月25日発売[10]、ワニマガジン社〈ワニマガジンコミックススペシャル〉、ISBN 978-4-86269-110-1
- 『スクールラブ.ネット』[11] 2016年12月26日発売[12]、ワニマガジン社〈ワニマガジンコミックススペシャル〉、ISBN 978-4-86269-467-6

### 画集
- 『小梅けいと画集 狼と香辛料〜十年目の林檎酒〜』 2017年3月10日発売[13]、KADOKAWA、ISBN 978-4-04-892653-9

### ゲーム
- 『サフィズムの舷窓』（2001年5月18日発売、ライアーソフト） - 原画・キャラクターデザイン、K.TEN名義
- 『CANNONBALL 〜ねこねこマシン猛レース!〜』（2003年2月7日発売、ライアーソフト） - 原画・キャラクターデザイン
  - 他、ライアーソフトによる一部ゲームの原画に携わる。
- 『萌え萌え2次大戦（略）☆デラックス』（2008年11月27日発売、システムソフト・アルファー） - 一部キャラクターデザイン
- 『Fate/Grand Order』（2023年9月20日更新、TYPE-MOON） - 一部キャラクターデザイン

### その他
- ネコアルク-THE MOVIE- （2005年8月、TYPE-MOON） - イラスト ※パンフレットのみのウソ企画
- アニメ★マニア （2008年8月、インディースレーベル） - CDジャケットイラスト
- 漫画版『とらドラ!』 2巻 特装版付録 （2009年1月27日発売、アスキー・メディアワークス〈電撃コミックス〉） - イラスト）
- 『クイーンズブレイド リベリオン』『錬金の奇跡ユイット&ヴァンテ』 （2009年8月29日初版発行、ホビージャパン） - キャラクターデザイン・イラスト
- 『アマガミ - Various Artists -』 （2009年8月26日発売、エンターブレイン〈マジキューコミックス〉） - 口絵イラスト
- 『アマガミ - Various Artists - 2』 （2009年12月25日発売、エンターブレイン〈マジキューコミックス〉） - 表紙イラスト
- 『とある科学の超電磁砲 5巻特装版』 （2010年6月26日発売、KADOKAWA〈電撃コミックス〉） - 漫画寄稿
- 『アマガミ - Various Artists - 5』 （2010年12月24日発売、エンターブレイン〈マジキューコミックス〉） - 口絵イラスト
- 「博麗神社例大祭」第7回カタログ （2010年3月、『東方Project』同人誌即売会） - 表紙イラスト
- 『ヤンデレ惨 〜ヤンデレの女の子に死ぬほど愛されて眠れないCD3〜』 （2010年5月26日発売、ビートニクス/EDGE RECORDS） - キャラクターデザイン・イラスト
- 『アスタロッテのおもちゃ!』 （テレビアニメ、2011年5月） - 第4話アイキャッチ用イラスト
- 『アマガミSS＋ plus』 （テレビアニメ、2012年2月） - 第8話提供クレジット用イラスト
- 『ブラック・ブレット』（テレビアニメ、2014年4月） - 第3話エンドカード用イラスト
- 『蒼き鋼のアルペジオ -アルス・ノヴァ-』 （テレビアニメ、2015年8月）- 第8話再々放送[注 2]エンドカード用イラスト
- 『あそびあそばせ』 （テレビアニメ、2018年7月） - 第1話エンドカード用イラスト